# Баум, Отто
Отто Баум (нем. Otto Baum; 15 ноября 1911, Хехинген-Штеттен, Швабия — 18 июня 1998, там же) — командир соединений войск СС, кавалер Рыцарского креста с дубовыми листьями и мечами, оберфюрер СС.

## Довоенные годы
1 ноября 1933 г. вступил в СС (билет № 237 056), а затем и в НСДАП (билет № 4 197 040). В 1935 г. поступил в юнкерское училище СС в Брауншвейге, по окончании которого 20 апреля 1936 г. произведен в унтерштурмфюреры СС и зачислен в части усиления СС, командир взвода 5-й роты штандарта СС «Германия». В марте 1938 переведен в штандарт СС «Фюрер», командир взвода в 12-й роте, а затем — в «Лейбштандарт» командиром 7-й роты.

## Вторая мировая война
Участвовал в Польской кампании, во Французской кампании. С марта 1941 года — командир батальона 3-го моторизованного полка СС дивизии СС «Мёртвая голова».
С 22 июня 1941 г. участвовал в боях на советско-германском фронте. Особенно отличился в боях в Демянском котле, где командовал 3-м батальоном 3-го танкового полка дивизии СС «Мёртвая голова». В начале 1943 г. был тяжело ранен. После выздоровления в марте 1943 г. назначен командиром 5-го моторизованного полка СС в 3-й дивизии СС «Мертвая голова». В боях под Харьковом тяжело ранен. Отличился в боях на Курской дуге (в том числе в сражении под Прохоровкой).
С 20 июня 1944 г. командир 17-й моторизованной дивизии СС «Гёц фон Берлихинген» (Нормандия), с 28 июля по 23 октября 1944 г. командир 2-й танковой дивизии СС «Рейх».
С 1 ноября 1944 г. командир 16-й моторизованной дивизии СС «Рейхсфюрер СС», с которой сражался в Северной Италии, с января 1945 г. — в Венгрии).
8 мая 1945 г. Баум и остатки его дивизии сдались в Австрии британским войскам.

## После войны
В мае 1945 отправлен в лагерь для военнопленных на территории Германии, в августе 1946 г. переведен в офицерский лагерь близ Ньюкасла (Англия), в сентябре 1947 г. — в лагерь в Шотландии, в декабре 1947 г. — вновь в Англию. В августе 1948 г. переведен в лагерь для военнопленных в Фаллинсбоштеле (Германия). Освобожден из плена в декабре 1948 г. Работал в текстильной промышленности.

## Звания
- 17 сентября 1944 г. — оберфюрер СС
- 30 января 1944 г. — штандартенфюрер СС
- 9 ноября 1942 г. — оберштурмбаннфюрер СС
- 3 марта 1941 г. — штурмбаннфюрер СС
- 9 ноября 1939 г. — гауптштурмфюрер СС
- 12 сентября 1937 г. — оберштурмфюрер СС
- 20 апреля 1936 г. — унтерштурмфюрер СС
- 25 февраля 1936 г. — штандартен-обер-юнкер СС
- 24 апреля 1935 г. — юнкер СС
- 14 сентября 1934 г. — СС-ман
- 1 ноября 1933 г. — кандидат СС

## Награды
- 8.5.1942 — Рыцарский крест Железного креста
- 12.8.1943 — Рыцарский крест с дубовыми листьями (№ 277)
- 2.9.1944 — Рыцарский крест с дубовыми листьями и мечами (№ 95)
- 26.12.1941 — Золотой Германский крест
- 15 июня 1940 г. — Железный крест 1-го класса
- 25 сентября 1939 г. — Железный крест 2-го класса
- 3 октября 1940 г. — Пехотный штурмовой знак в бронзе
- 21 августа 1943 г. — Знак за ранение в серебре